# Jens Kristiansen
Jens Kristiansen (nascut el 25 de maig de 1952) és un jugador d'escacs danès . Va guanyar el títol de Gran Mestre (GM) de la FIDE el 2012 en guanyar el Campionat del Món d'Escacs Sènior. Anteriorment havia estat Mestre Internacional (IM) des de 1979.
Nascut a Copenhaguen, Kristiansen és tres vegades campió nacional danès (1979, 1982 i 1995) i ha representat el seu país natal quatre vegades a les Olimpíades d'escacs entre 1978 i 1990. El 2013, Kristiansen va compartir el primer lloc amb Anatoli Vaisser al Campionat del món sènior de 2013, guanyant la medalla de plata en el desempat.